# Dubailand
Dubailand là một khu liên hợp giải trí được xây dựng ở Dubai, Các Tiểu vương quốc Ả Rập thống nhất, thuộc sở hữu của Tatweer (thuộc sở hữu của Dubai Holding). Khi được công bố vào năm 2003, đây là một trong những phát triển giải trí đầy tham vọng nhất từng được đề xuất ở bất cứ đâu trên thế giới với chi phí 64,3 tỷ đô la, nhưng sự phát triển đã bị ảnh hưởng nghiêm trọng bởi suy thoái kinh tế toàn cầu và khủng hoảng tài chính của Dubai. Sự phát triển đã được giữ lại trong năm 2008 nhưng tiếp tục vào giữa năm 2013. Cập nhật trong năm 2013 cho thấy rằng 55 tỷ đô la đã được nâng lên cho các công trình. Dự đoán hiện tại dự đoán rằng Dubailand sẽ mở trước năm 2019.

## Phát triển

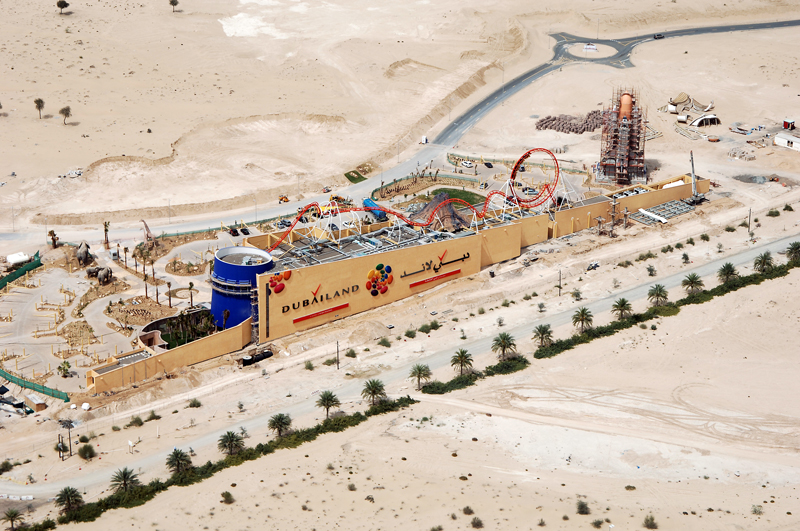
Văn phòng và phòng trưng bày về trang web, trung tâm bán hàng Dubailand, ngày 7 tháng 3 năm 2006

Dubailand được công bố vào ngày 23 Tháng Mười năm 2003. Nó sẽ có diện tích 278 km2 và bao gồm 45 "đại dự án" và 200 tiểu dự án. Đến nay đã có 22 dự án đang được xây dựng. Dubailand được chia thành sáu khu (hoặc các thế giới): Điểm du lịch & Trải nghiệm Thế giới, Thế giới Thể thao và ngoài trời, Thế giới du lịch sinh thái, Giải trí theo chủ đề và Kỳ nghỉ Thế giới, Thế giới Giải trí và Bán lẻ và Trung tâm Thế giới. Nó sẽ gấp đôi kích thước của Walt Disney World Resort, và sẽ là bộ sưu tập các công viên chủ đề lớn nhất trên thế giới; tuy nhiên, không có công viên giải trí nào ở Dubailand sẽ vượt qua Vương quốc động vật của Disney (nằm ở Walt Disney World Resort) là công viên giải trí lớn nhất thế giới.
Công viên chủ đề của vương quốc Sahara, nằm trong Điểm du lịch & Trải nghiệm Thế giới, sẽ bao gồm 460.000 mét vuông và sẽ kết hợp các công viên giải trí ảo và vật lý cao cấp, các điểm tham quan như khu trò chơi nghệ thuật, rạp chiếu phim IMAX và tích hợp các chương trình giải trí trực tiếp và thực tế ảo cùng với khu bán lẻ, bốn khách sạn và khu dân cư. Chủ đề của sự phát triển là văn hóa dân gian Ả Rập truyền thống và những câu chuyện về Nghìn lẻ một đêm.
Năm 2006, một kế hoạch đã được cấp cho Vòng quay Great Dubai, một vòng quay Ferris cao 185 mét với 30 khu quan sát cho hành khách được xây dựng và quản lý bởi Tập đoàn Great Wheel. Nó dự kiến sẽ mở trong năm 2009, với chi phí hơn 250 triệu AED. Vào tháng 1 năm 2012, Vòng quay Great Dubai được thông báo rằng sẽ không được xây dựng.
Trong năm 2008, hầu hết các sự phát triển ở Dubailand đã được giữ lại và hầu như tất cả các nhân viên và lực lượng lao động đã bị sa thải do cuộc khủng hoảng tài chính 2007-2010.
DreamWorks đã công bố kế hoạch, vào ngày 19 tháng 1 năm 2008 để xây dựng một công viên giải trí ở Dubailand.
Vào ngày 4 tháng 3 năm 2008, Tatweer đã công bố một liên minh chiến lược với Six Flags để xây dựng công viên chủ đề Six Flags Dubailand rộng 460.000 mét vuông.
Vào ngày 1 tháng 5 năm 2008, Tatweer đã công bố sự ra mắt của Freej Dubailand. Freej Dubailand sẽ tự hào có tổng cộng 2,600 phòng và có các cửa hàng bán lẻ, thực phẩm và đồ uống, cũng như một loạt các điểm tham quan giải trí.
Vào ngày 2 tháng 5 năm 2008, Dubailand thông báo rằng kế hoạch thiết kế và quy hoạch tổng thể cho một công viên giải trí Marvel Superheroes đã được hoàn thiện. Nó sẽ bao gồm 17 trò chơi trên diện tích 420.000 mét vuông. Nó cũng sẽ bao gồm chín cửa hàng bán lẻ trên diện tích 2.800 mét vuông. Hơn 40 cửa hàng thực phẩm và đồ uống, bao gồm cả xe bán hàng giải khát, sẽ được phát triển trên một khu rộng 3.700 mét vuông.
Vào ngày 6 tháng 5 năm 2008, Tatweer đã công bố một liên minh chiến lược với Tập đoàn Giải trí Merlin để xây dựng một công viên Legoland ở Dubailand. Dự án sẽ có giá 399 triệu đô la, chiếm tổng cộng 278.709 mét vuông đất và sẽ có hơn 40 chuyến đi, chương trình và điểm tham quan tương tác hướng tới các gia đình có trẻ em từ 2 đến 12 tuổi.
Tại thời điểm này, Dubai Properties Group đã tiếp quản Dubailand từ Tatweer. Các công ty của Hoa Kỳ, Six Flags và DreamWorks đã bỏ các dự án của họ, mất hứng thú với trang web.
Vào tháng 9 năm 2012, Dubai Properties Group đã công bố sự phục hồi của dự án cộng đồng dân cư Mudon, dự tính hoàn thành dự án vào khoảng 18 tháng.
Việc xây dựng trên trang web này được khôi phục vào đầu năm 2013 với Dubai Miracle Gardens rộng 72.000 m2 hoàn thành vào đầu tháng 3.

## Khu vực
- Điểm du lịch & Trải nghiệm Thế giới (13.9 km²)[2]
  - Akoya Oxygen
  - Bawadi
  - Fantasia
  - Falconcity of Wonders
  - IMG Worlds of Adventure
  - Legends of Dubailand
  - Làng toàn cầu
  - Câu lạc bộ Golf Trump World, Dubai (mở cửa năm 2017)
  - Thành phố Trẻ em
- Thế giới Giải trí và Bán lẻ (4 km²)[2]
  - Dubai Outlet City
  - Chợ đen
  - Chợ trời
  - Công viên Thương mại Thế giới
  - Khu Đấu giá
  - Factory Outlets
  - Dubai Lifestyle City
- Giải trí theo chủ đề và Kỳ nghỉ Thế giới (29.7 km²)[2]
  - Thế giới Phụ nữ (LEMNOS)
  - Destination Dubai
  - Vương quốc Sa mạc
  - Andalusian Resort và Spa
- Thế giới du lịch sinh thái (130 km²)[2]
  - Al Sahra Desert Resort
  - Khách sạn Sand Dune
  - Al Kaheel
  - Thế giới Sinh học
  - Thế giới Động vật
- Thế giới Thể thao và ngoài trời (32.9 km²)[2]
  - Dubai Sports City
  - Emerat Sports World
  - Extreme Sports World
  - Câu lạc bộ đua ngựa và câu lạc bộ Polo
  - Dubai Motor City gồm Dubai Autodrome
  - Dubai Golf City
  - Dubai Snowdome
- Thế giới Trung tâm (1.8 km²)[2]
  - Thành phố Arabia
    - Trung tâm mua sắm Arabia, sẽ là trung tâm mua sắm lớn nhất thế giới
    - Restless Planet
    - Wadi Walk
    - Tháp Elite

  - City Walk
  - Thế giới Game thực tế ảo

## Dự án bị hủy
- Legoland Dubailand (chuyển đến giai đoạn 1 của Dubai Parks & Resorts ở Jebel Ali với tên Legoland Dubai, khai trương tháng 10 năm 2016)
- Six Flags Dubailand (chuyển đến giai đoạn 2 của Dubai Parks & Resorts ở Jebel Ali như Six Flags Dubai, khai trương cuối năm 2019)
- Công viên chủ đề Pharaohs
- Công viên chủ đề DreamWorks Studio (bây giờ là một phần của Motiongate Dubai ở Công viên và Resort Dubai, khai trương tháng 10 năm 2016)
- Universal Studios Dubailand
- Công viên chủ đề F1-X Dubai
- The Tiger Woods Dubai (đổi tên thành "Câu lạc bộ golf Trump World, Dubai" như một phần của Akoya Oxygen, khai trương 2017)
- Brownstown Dubailand và Rowleyville Dubailand
- Freej Dubailand
- Công viên chủ đề Marvel Superheroes (bây giờ là một phần của IMG Worlds of Adventure, khai mạc ngày 15 tháng 8 năm 2016)
- Thế giới Du lịch
- Thế giới Hàng không
- Văn hóa Hồi giáo và Thế giới Khoa học
- Thế giới khổng lồ
- Công viên nước Six
- Astrolab Resort
- Vòng quay Great Dubai[6]